# Zdeněk Piškula
Zdeněk Piškula (* 25. června 1998 Praha) je český herec.

## Osobní život
Absolvoval Pražskou konzervatoř. Do 10 let hrál fotbal, potom začal chodit na breakdance a zúčastňovat se konkurzů. Zahrál si v Divadle Minor, Divadle U Hasičů a v Divadle Broadway. Navštěvoval Centrum muzikálového herectví, kde měl taneční, pěveckou a hereckou přípravu. Jeho největším koníčkem bylo herectví, zpěv a tanec. V roce 2016 se zúčastnil taneční soutěže StarDance …když hvězdy tančí, kde tančil s Veronikou Lálovou a kterou vyhrál. Od sezóny 2019/2020 byl v angažmá v Městských divadlech pražských.

## Filmografie
- Vyprávěj III. (2009, televizní seriál) – Jan Dvořák, 12-15 let
- Klukovina (2012, televizní film z cyklu Nevinné lži) – Matouš Benda[4][5]
- Situace v kuchyni (2012, televizní film z cyklu Škoda lásky) – Tomáš[6]
- Doktoři z Počátků (televizní seriál) – Bruno Macek
- Tři bratři (2014, filmová pohádka) – bratr Matěj
- Všechny moje lásky (2015, televizní seriál) – Oliver Tobiáš[7]
- Každý milion dobrý (2016, TV film) – Lukáš Ditrich
- Nejlepší přítel (2017, filmová pohádka) – Ondra
- Lajna (2017, internetový seriál) – Patrik
- Zlatý podraz (2018) – Honza Sedlák
- Poslední aristokratka (2019) – Max
- Zemřít šťastný (2020)

## Divadlo (výběr)
- Lev Nikolajevič Tolstoj: Vojna a mír, role: Nikolaj Rostov. Městská divadla pražská
- Choderlos de Laclos: Nebezpečné známosti. Národní divadlo, role: Rytíř Danceny (2023)
- Vítězslav Nezval: Valérie a týden divů, role: Orlík. Režie: Jakub Šmíd, Laterna magica (2023)
- Robert Icke (podle Aischyla): Oresteia. Národní divadlo (2025), role: Orestés; režie: Marián Amsler.[8]